# Seahenge
Seahenge of Holme I is een houten overblijfsel uit de bronstijd. Het werd in 1998 ontdekt aan de kustlijn van het Engelse graafschap Norfolk, bij Holme-next-the-Sea.
'Seahenge' was millennialang bedekt met veengrond die in de twintigste eeuw door de werking van de getijden steeds verder weg erodeerde. Hierdoor kwamen de toppen van eikenhouten palen bloot te liggen - wat tot de ontdekking leidde. Omdat door het verdwijnen van het zuurstofloze veen verregaande verrotting van het hout begon op te treden werd besloten het object uit te graven en te conserveren. Er werden 55 kleine gespleten eiken stammen aangetroffen, die in een zes bij zeven meter brede grove cirkelvorm waren neergezet. Centraal hierin stond een 167 jaar oude omgekapte eik omgekeerd in de grond geplaatst. Dendrochronologisch is het kappen van de boomstammen gedateerd op de lente of zomer van 2049 v. Chr.
De opgraving leidde, mede door protesten, tot veel aandacht in onder meer de media. Na een langdurig conserveringsproces is 'Seahenge' sinds 2008 opgesteld in het Lynn Museum in King's Lynn, Engeland.
In de nabije omgeving van de vindplaats werd nóg een houten cirkel ontdekt (Holme II), die wel in situ is gehouden.